# Daedalma rhomboidea
Daedalma rhomboidea är en fjärilsart som beskrevs av Gustav Weymer 1911. Daedalma rhomboidea ingår i släktet Daedalma och familjen praktfjärilar. Inga underarter finns listade i Catalogue of Life.